# Rally Dakar 2009

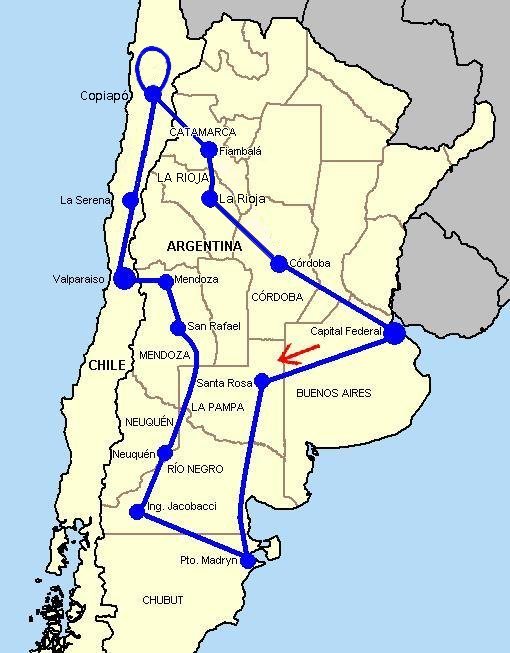
Mappa della Dakar 2009

Il Rally Dakar 2009 è stata la 30ª edizione del Rally Dakar (partenza e arrivo a Buenos Aires).
Oltre alla nuova location, la novità di quest'anno è stata l'introduzione di una nuova categoria, ATV (i cosiddetti quad).

## Tappe
Nelle 13 giornate del rally raid furono disputate 15 tappe ed una serie di trasferimenti (9.574 km), con 14 prove speciali per un totale di 4.741 km.
Vincitori delle prove speciali
| #  | Moto             | Auto               | Camion              | Quad                 |
| -- | ---------------- | ------------------ | ------------------- | -------------------- |
| 1  | Marc Coma        | Nasser Al Attiyah  | Marcel van Vliet    | Christophe Declerck  |
| 2  | Frans Verhoeven  | Carlos Sainz       | Gérard de Rooy      | Christophe Declerck  |
| 3  | Marc Coma        | Nasser Al Attiyah  | Vladimir Čagin      | Josef Machacek       |
| 4  | Marc Coma        | Carlos Sainz       | Gérard de Rooy      | Joan Manuel González |
| 5  | Jonah Street     | Giniel de Villiers | Firdaus Kabirov     | Joan Manuel González |
| 6  | Cyril Despres    | Giniel de Villiers | Vladimir Čagin      | Josef Machacek       |
| 7  | Francisco López  | Carlos Sainz       | tappa non disputata | Marcos Patronelli    |
| 8  | Cyril Despres    | Carlos Sainz       | Gérard de Rooy      | Josef Machacek       |
| 9  | Frans Verhoeven  | Carlos Sainz       | Vladimir Čagin      | Josef Machacek       |
| 10 | Jordi Viladoms   | Carlos Sainz       | Vladimir Čagin      | Marcos Patronelli    |
| 11 | tappa annullata  | Carlos Sainz       | Vladimir Čagin      | Marcos Patronelli    |
| 12 | Cyril Despres    | Giniel de Villiers | Vladimir Čagin      | Marcos Patronelli    |
| 13 | Cyril Despres    | Nani Roma          | Firdaus Kabirov     | Carlos Avendaño      |
| 14 | Hélder Rodrigues | Giniel de Villiers | Firdaus Kabirov     | José María Peña      |

## Classifiche

### Moto
Hanno finito la gara 113 delle 217 moto iscritte.
| Pos. | N°  | Pilota                  | Mezzo          | Tempo    |
| ---- | --- | ----------------------- | -------------- | -------- |
| 1    | 002 | Marc Coma               | KTM 690 RALLYE | 52:14:33 |
| 2    | 001 | Cyril Despres           | KTM 690 RALLYE | +1:25.38 |
| 3    | 012 | David Frétigné          | Yamaha WRF 450 | +1:38.56 |
| 4    | 003 | David Casteu            | KTM 690 RALLYE | +2:17.54 |
| 5    | 005 | Hélder Rodrigues        | KTM 690 RALLYE | +2:22.11 |
| 6    | 004 | Pål Anders Ullevålseter | KTM 690 RALLYE | +2:25.02 |
| 7    | 009 | Jordi Viladoms          | KTM 690 RALLYE | +2:28.29 |
| 8    | 015 | Frans Verhoeven         | KTM 690 RALLYE | +2:50.39 |
| 9    | 011 | Henk Knuiman            | KTM 690 RALLYE | +3:22:41 |
| 10   | 023 | Paulo Gonçalves         | Honda CRF 450X | +4:12:42 |

### Auto
Hanno finito la gara 91 delle 178 auto iscritte.
| Pos. | N°  | Pilota              | Navigatore         | Mezzo                     | Tempo     |
| ---- | --- | ------------------- | ------------------ | ------------------------- | --------- |
| 1    | 305 | Giniel de Villiers  | Dirk von Zitzewitz | Volkswagen Race Touareg 2 | 48:10:57  |
| 2    | 308 | Mark Miller         | Ralph Pitchford    | Volkswagen Race Touareg 2 | +8:59     |
| 3    | 309 | Robby Gordon        | Andy Grider        | Hummer H3                 | +1:46:15  |
| 4    | 327 | Ivar Tollefsen      | Quin Evans         | Nissan Navara             | +6:04:34  |
| 5    | 317 | Krzysztof Hołowczyc | Jean-Marc Fortin   | Nissan Navara             | +6:37:49  |
| 6    | 307 | Dieter Depping      | Timo Gottschalk    | Volkswagen Race Touareg 2 | +8:43:29  |
| 7    | 340 | Miroslav Zapletal   | Tomáš Ouředníček   | Mitsubishi L200           | +11:03:08 |
| 8    | 316 | Leonid Nowickij     | Oleg Tiupenkin     | BMW X3 CC                 | +13:15:13 |
| 9    | 306 | Guerlain Chicherit  | Matthieu Baumel    | BMW X3 CC                 | +14:49:49 |
| 10   | 304 | Nani Roma           | Lucas Cruz         | Mitsubishi Racing Lancer  | +17:27:46 |

### Camion
Hanno preso parte alla gara 84 camion.
| Pos. | Pilota           | Mezzo            | Tempo    | Distacco |
| ---- | ---------------- | ---------------- | -------- | -------- |
| 1    | Firdaus Kabirov  | KAMAZ 4326       | 49:34:46 | 00:00:00 |
| 2    | Vladimir Čagin   | KAMAZ 4326       | 49:38:25 | 00:03:39 |
| 3    | Gérard de Rooy   | GINAF X2223      | 50:34:42 | 00:59:56 |
| 4    | Ilgizar Mardeev  | KAMAZ 4326       | 56:21:16 | 06:46:30 |
| 5    | Franz Echter     | MAN TGS 18.480   | 56:54:27 | 07:19:41 |
| 6    | André de Azevedo | TATRA T 815      | 59:06:04 | 09:31:18 |
| 7    | Josep Vila Roca  | MERCEDES 1844-AK | 65:41:26 | 16:06:40 |
| 8    | Jordi Juvanteny  | MAN TGS 26.480   | 69:28:31 | 19:53:45 |
| 9    | Zoltan Szaller   | MAN M2000 18.280 | 70:01:47 | 20:27:01 |
| 10   | Marcel van Vliet | GINAF X2222      | 71:07:56 | 21:33:10 |